# Pieds-noirs

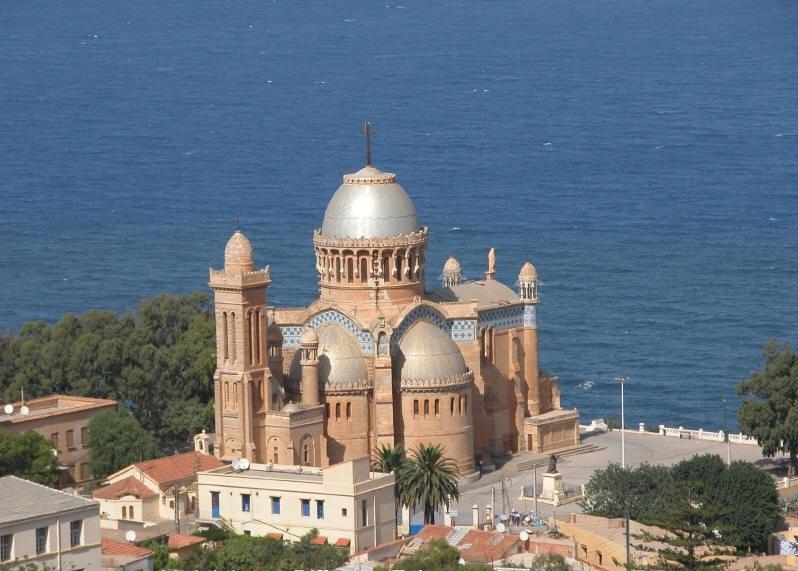
Notre-Dame d'Afrique, la basílica menor de Nuestra Señora de África, en Argel.

El término pieds-noirs (pronunciación en francés: /pjenwaʁ/ 'pies negros') se refiere a los franceses de ascendencia principalmente francesa y, en menor medida, de otras nacionalidades europeas que nacieron o residían en Argelia durante el período colonial francés entre 1830 y 1962. La gran mayoría partieron hacia la Francia metropolitana tan pronto como Argelia obtuvo su independencia, o en los meses siguientes. Dependiendo del contexto, la definición también puede incluir a los judíos argelinos, a quienes el Decreto Crémieux les había otorgado la nacionalidad francesa.
Desde la invasión francesa el 18 de junio de 1830 hasta su independencia, Argelia era administrativamente parte de Francia, y su población europea simplemente era llamada «argelinos» o «colons» (colonos), mientras que los musulmanes de Argelia se llamaban «árabes», «musulmanes» o «indígenas». El término pied-noir comenzó a usarse comúnmente poco antes del final de la guerra de Argelia en 1962. A partir del último censo en Argelia gobernado por Francia, el 1 de junio de 1960, había 1 050 000 civiles no musulmanes en Argelia —en su mayoría católicos, incluyendo 130 000 judíos argelinos—, el 10 % de la población.
Durante la guerra de Argelia, los pieds-noirs apoyaron abrumadoramente el dominio francés colonial en Argelia y se opusieron a los grupos nacionalistas argelinos como el Front de Libération Nationale (FLN) y Mouvement National Algérien (MNA). Las raíces del conflicto residen en las desigualdades políticas y económicas percibidas como una «alienación» del dominio francés, así como una demanda de una posición de liderazgo para las culturas y reglas amazig, árabes e islámicas existentes antes de la conquista francesa. El conflicto contribuyó a la caída de la Cuarta República Francesa y al éxodo masivo de europeos y judíos argelinos a Francia.
Después de que Argelia se independizó en 1962, alrededor de 800 000 pieds-noirs de nacionalidad francesa fueron evacuados a Francia continental, mientras que unos 200 000 permanecieron en Argelia. De estos últimos, todavía había alrededor de 100 000 en 1965 y alrededor de 50 000 a fines de la década de 1960.
Los que se mudaron a Francia sufrieron el ostracismo de la izquierda por su percepción de la explotación de los musulmanes nativos; algunos los culparon de la guerra y, por lo tanto, de la agitación política que rodea el colapso de la Cuarta República francesa. En la cultura popular, a los pieds-noirs se les representa frecuentemente como «excluidos» de la cultura francesa, mientras anhelan su tierra natal, Argelia. Por lo tanto, la historia reciente de los pieds-noirs se considera una doble alienación: por un lado, de su tierra de origen, y, por el otro, de su tierra natal. Aunque el término rapatriés d'Algérie implica que una vez vivieron en Francia, la mayoría de pieds-noirs nacieron en Argelia. Muchas familias habían vivido allí durante generaciones, y los judíos argelinos, considerados pieds-noirs, eran tan indígenas de Argelia como su población musulmana.

## Aparición del término
La aparición de este término data al parecer de la década de 1950, denominando pieds-noirs a cualquier ciudadano no argelino residente en esta colonia francesa. Otros,[¿quién?] sin embargo, opinan que el término se empezó a usar entre 1951 y 1952, en los cuarteles franceses antes de que el término llegara a Argelia, para designar a los soldados franceses originarios del Magreb. Pero el término sólo empezó a aparecer en los medios de comunicación franceses alrededor de 1958, en un principio para designar a los franceses de Argelia con una clara connotación peyorativa. Fue a partir del éxodo de 1962 cuando los propios interesados, una vez en Francia, se apropiaron de este término para la defensa de su identidad.
Antes de la guerra de independencia, no existía en Argelia ninguna palabra para designar a los franceses allí presentes; solo había denominaciones como «argelinos» o «norteafricanos», términos referidos a la población de origen francés, ya que los indígenas eran llamados «árabes» o «musulmanes». En cambio, los franceses de Argelia sí que llamaban «francaoui» o «patos» a los franceses de la metrópoli.

### Posibles explicaciones del término
De origen incierto, podría remontarse a principios del siglo XX. Según el diccionario del CNRTL, el nombre proviene de un apodo que aparece documentado en 1901 y se refería a que los fogoneros de los barcos de vapor eran a menudo argelinos y solían andar descalzos en las carboneras de los barcos. El apodo se popularizó de tal manera que en 1917 se entendía por pieds-noirs cualquier ciudadano, argelino o no, residente en esta colonia.
Hay distintas explicaciones acerca del uso de este término: se alude a los zapatos lustrados o a las botas negras de los primeros inmigrantes, al calzado de los soldados del ejército de África o a los pies de los colonos, ennegrecidos limpiando las zonas pantanosas. También puede ser un término despectivo, ya que los europeos trabajadores no se lavaban los pies con la misma frecuencia que los musulmanes (para rezar), de ahí los pies negros.[cita requerida]

## Comunidades
Principalmente de origen europeo resultaba de una mezcla de poblaciones de orígenes variados —principalmente franceses, españoles, italianos, malteses, alemanes y suizos— que se habían entremezclado y adoptado el francés como lengua primera. A estos se sumaban los judíos se alegraron de la llegada de los franceses en 1830 con los que colaboraron activamente, y les fue otorgado en bloque el estatuto de ciudadanos franceses en 1870 mediante el decreto Crémieux. Los judíos adoptaron desde entonces masivamente la cultura y la lengua francesas.
En 1849, las primeras estadísticas oficiales sobre la población de Argelia reflejan el origen de los colonos europeos:
| Población europea: | Franceses | Españoles | Italianos | Alemanes | Suizos | Anglo-Malteses | Británicos |
| ------------------ | --------- | --------- | --------- | -------- | ------ | -------------- | ---------- |
| 117 366            | 54 958    | 35 222    | 8115      | 6040     | 3237   | 8908           | 882        |

Los colonos popularmente conocidos como pieds noirs dominaron el gobierno colonial y controlaron el grosor de la riqueza de Argelia. Durante toda la era colonial, estos continuaron bloqueando o retrasando todos los intentos de implementar incluso las más modestas reformas. Pero de 1933 a 1936, la demanda social y las crisis políticas y económicas en Argelia indujeron a la población nativa a cometer actos de protesta política. El gobierno respondió con leyes más restrictivas respecto al orden público y la seguridad. Los argelinos musulmanes reforzaron el bando francés al inicio de la Segunda Guerra Mundial, tal como lo hicieron en la Primera. Pero los colonos en general simpatizaban con el régimen colaboracionista de Vichy. Tras la caída del régimen de Vichy en Argelia (11 de noviembre de 1942) como resultado de la Operación Torch, el comandante en jefe de la Francia Libre del Norte de África rescindió las leyes represivas de Vichy, a pesar de la oposición de los pier noir.
Entre 1936 y 1939, en el marco de la guerra civil española, la proporción de pieds-noirs de origen español aumentó significativamente, ya que Orán se convirtió en lugar de refugio de millares de republicanos exiliados. Procedían especialmente de las ciudades de Alicante y Almería, dos de las últimas capitales portuarias en caer en manos de los sublevados y a las que muchos volverían posteriormente.
En 1959, los pieds-noirs eran 1 025 000 y representaban al 10,4% de la población residente en Argelia. La mayor natalidad de la población musulmana estaba invirtiendo esta situación. A pesar de todo, la distribución de la población daba lugar a regiones con fuertes concentraciones de pieds-noirs como Annaba, Argel y sobre todo Orán, que había permanecido bajo control europeo desde el siglo xviii. La población de Orán era europea en un 49,3% en 1959. En la región de Argel, los pieds-noirs representaban un 35,7% de la población; mientras que en Annaba eran un 40,5%.[cita requerida]

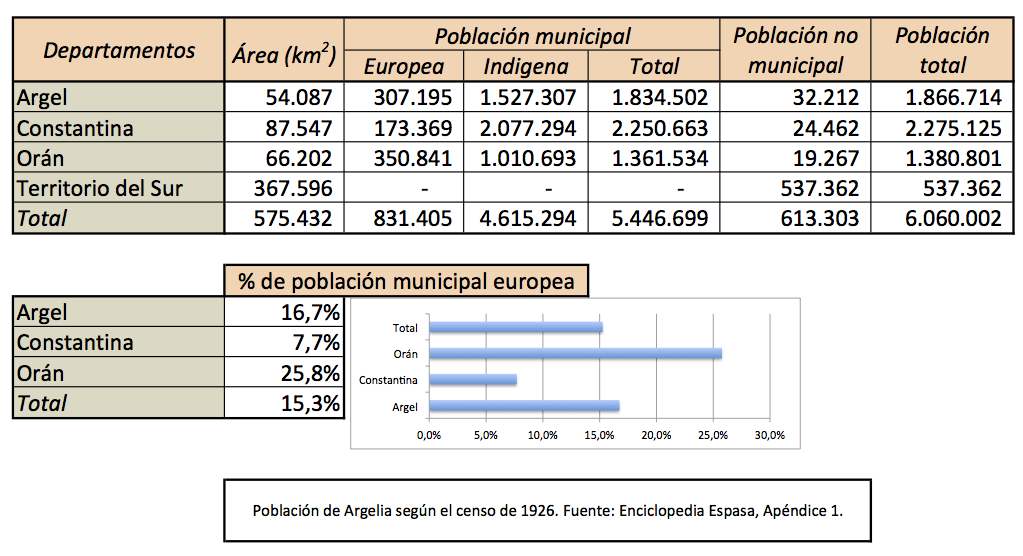
Argelia en el censo francés de 1926

Al principio de la colonización hubo tensiones raciales entre los franceses y los otros europeos por un lado, y entre los europeos y los judíos por otro. En 1886, el 49% de los europeos de Argelia no eran franceses.[cita requerida] Sin embargo, el Gobierno francés decidió integrarlos con la población francesa y, a partir de las leyes de 1889 y 1893, se naturalizó automáticamente a todos los hijos de extranjeros nacidos sobre suelo argelino (ius soli), privilegio del que, sin embargo, no disfrutaba la población autóctona musulmana.
Así, los pieds-noirs adoptaron el sentimiento de ser una comunidad de destino en el marco de un sistema colonial, con todos los derechos de ser nacionales franceses (como el derecho de voto), frente a la población indígena musulmana árabe o bereber.
Sin embargo, ninguna fusión se produjo con los argelinos de cultura musulmana. Esto resultaba, por un lado, del estado de dominación en el que se encontraban, pero también por la barrera que constituía la religión en una población islamizada desde la Antigüedad.

## Lospieds-noirsdurante laguerra de Argelia
A partir del 1 de noviembre de 1954, fecha conocida como la del levantamiento de Todos los Santos, Argelia cayó de lleno en la violencia. Aunque las reivindicaciones independentistas de mayo de 1945, duramente reprimidas, representaron una ruptura clara entre los argelinos de cultura musulmana y la comunidad de origen europeo, a partir de las masacres de agosto de 1955 en la región de Constantina, Argelia se sumergió en el caos. El asesinato de algo más de un centenar de pieds-noirs por parte del Frente de Liberación Nacional y campesinos armados el 20 de agosto de 1955 en dicha región, en especial en Philippeville (Skikda) y El-Halia, así como la respuesta del ejército francés apoyado por milicias civiles de pieds-noirs, que asesinaron entre 2000 y 7500  civiles musulmanes, tendrían una gran repercusión en el desarrollo posterior del conflicto. Miles de pieds-noirs se alistaran en la legión francesa para combatir a los grupos independentistas argelinos, en 1955 se forman las primeras milicias de pieds-noirs que serán entrenadas en técnicas de contrainsurgencia por los servicios secretos franceses
Muchos pieds-noirs se sintieron traicionados por el cambio de actitud del presidente Charles de Gaulle a lo largo de la guerra. El famoso «Les he entendido» («Je vous ai compris»), pronunciado en un discurso en Argel el 6 de junio de 1958, y el «Viva Argelia francesa» (Vive l'Algerie Francaise) proclamado en Mostaganem les engañaron sobre las verdaderas intenciones del presidente de la República, cuyos escritos revelan que desde 1943 tenía una opinión clara con respecto a la futura independencia de Argelia.[cita requerida] Según avanzaba el conflicto armado, De Gaulle aprobaría el derecho a la autodeterminación del pueblo argelino antes de concederle el derecho a la independencia plena.
Frente a la deserción del Estado francés y a la ausencia de medidas concretas destinadas a proteger la minoría que representaban, muchos pieds-noirs participaron, sobre todo después del 19 de marzo de 1962, en la Organisation de l'Armée Secrète (OAS), una organización terrorista de extrema derecha constituida tras el intento de golpe de Estado del general Raoul Salan en abril de 1961, para oponerse a la independencia de Argelia. La conformaban principalmente padres de familias europeas, con la ayuda de muchos militares franceses que les apoyaban en secreto y suministraban las armas necesarias para su defensa. La OAS causó unas 1500 víctimas entre franceses y argelinos.

## Éxodo
En los pocos meses que transcurrieron entre el final de la primavera y septiembre de 1962, unos 900 000 franceses, europeos y judíos abandonaron Argelia en medio del caos y de la desesperación. En cambio, el Gobierno había calculado que podían llegar a Francia 200 000 o 300 000 refugiados, para los que, además, nada había previsto. Muchos se vieron obligados a dormir por las calles, puesto que ni habían ido nunca a Francia ni tenían familia ni apoyo.
En septiembre de 1962, Orán, Annaba o Sidi-bel-Abbès habían quedado medio abandonadas. La Administración, la Policía y las escuelas se detuvieron durante tres meses. La población se trasladó masivamente a Francia, aunque un grupo significativo viajó a España, principalmente a la provincia de Alicante, donde se instalaron unos 30 000. Otros viajaron hasta más lejos: Canadá, Argentina o Estados Unidos. De los más de 140 000 judíos que había en Argelia, unos 24 000 emigraron a Israel, mientras que el resto se trasladó a Francia.

## Los pieds-noirs y su descendencia ahora
Según una encuestadora IFOP, los Pied-noirs y las personas que afirman tener ascendencia Pied-noir, es decir, tener al menos un padre o abuelo Pied-noir, se encuentran entre los 3,2 millones en 2012.

## Situación en Francia

### Rechazo
Generalmente, los pieds-noirs se sintieron discriminados a su llegada a Francia. Tuvieron que afrontar invectivas racistas. En el verano de 1962, los pieds-noirs, desesperados y desprovistos, llegados en barcos sobrecargados, fueron recibidos por estibadores afiliados al sindicato comunista Confederación General del Trabajo.
Algunos políticos catalogaban a la población como constituida de colonos, racista, violenta y machista, y cuya estructura socioprofesional no podría adaptarse a la integración en una economía moderna.
En realidad, la vasta mayoría de los pieds-noirs pertenecían a la clase obrera, a un proletariado urbano de empleados, y a la pequeña burguesía. [cita requerida]Eran una población urbana en un 85%, compuesta de pequeños funcionarios, artesanos y comerciantes, su nivel de estudios raras veces superaba el certificado de estudios primarios. Solamente el 5% eran agricultores propietarios, y las grandes fortunas eran escasas.

### Ayudas para la integración
Sin embargo, tras la áspera recepción que tuvieron en Francia, los pieds-noirs se integraron rápidamente. El Gobierno francés creó una Secretaría de Estado para los Repatriados (Secrétariat d'État aux Rapatriés) y un programa de acción social, la Action Sociale Nord-Africaine. En un primer momento se adoptaron diversas medidas de ayuda urgente, entre otras, un subsidio para un periodo de doce meses a partir de la fecha de su llegada a Francia. El Gobierno les concedió subvenciones destinadas a facilitar la creación de pequeñas y medianas empresas, y a ayudarles en su «instalación» en la metrópoli. En 1963, el total de las ayudas destinadas a los pieds-noirs y a los harkis se estimaba en 4500 millones de francos, un 5% del presupuesto del Estado francés en aquella época. Durante los primeros años, no fueron indemnizados por las pérdidas de sus propiedades argelinas; pero, en julio de 1970, una ley estableció un sistema de compensación económica para los pieds-noirs y todos los refugiados de las antiguas colonias francesas.
Empleados, contribuyeron al desarrollo económico de la década de 1960, especialmente en Provenza y en Languedoc-Rosellón; ciudades anteriormente adormecidas conocieron un impulso económico que contribuyó a su dinamismo actual (Montpellier, Perpiñán, Niza, y particularme Marsella). En Córcega, fueron los principales beneficiarios del recién creado plan de mejora agrícola de la isla, la Sociedad de Economía Mixta para la Mejora de Córcega (Société d'économie mixte pour la mise en valeur de la Corse, SOMIVAC), que facilitó la compra por los pieds-noirs de la mayoría de las tierras fértiles obtenidas tras la desecación de las llanuras pantanosas. Ese hecho promovió el despegue de nuevas fuerzas nacionalistas en la isla, como Union Corse l'Avenir (ARC) y el Comité d'Études et de Défense des Intérêts de la Corse (CEDIC).
La integración de los pieds-noirs, y en cierto modo su asimilación total, se completó en unos pocos años.

### La recuperación de los registros civiles
Tras la marcha precipitada de los funcionarios de la Administración francesa, todos sus archivos quedaron en manos del nuevo Gobierno argelino. Esto significó para los pieds-noirs no poder acceder a sus partidas de nacimiento ni al resto de su documentación oficial; a algunos incluso les costó poder demostrar que eran franceses. Debido a la incongruencia de la situación, en la década de 1970, el Gobierno francés decidió finalmente enviar una misión a los grandes municipios de Argelia para copiar los registros civiles del Estado. Los ayuntamientos de los pequeños municipios no fueron visitados, lo que explica los problemas encontrados frente a la Administración hasta ahora por algunos pieds-noirs. El Centro de los Archivos de Ultramar (Centre des Archives d'Outre-Mer, CAOM), situado en Aix-en-Provence, custodia en la actualidad todos los archivos de la antigua Argelia francesa.